# Aurignac
Aurignac is een gemeente in het Franse departement Haute-Garonne (regio Occitanie) en telde op 1 januari 2022 1.240 inwoners, die Aurignacais worden genoemd. De plaats maakt deel uit van het arrondissement Saint-Gaudens.
Aurignac is een kleine stad gebouwd op een rotsheuvel rond een middeleeuws kasteel. De donjon van het voormalige kasteel werd gerestaureerd. Het middeleeuwse uiterlijk van Aurignac is voor een groot deel bewaard gebleven.

## Geschiedenis
In de 13e eeuw bouwden de graven van Comminges hier een kasteel op een rots. De plaats groeide in de loop van de volgende eeuwen en na de eerste primitieve omwalling kwamen er een tweede en een derde omwalling. Deze groei was te danken aan de markten, waar vooral textiel en vee werden verhandeld, de pottenbakkerijen en de leerlooierijen. In 1727 waren er in Aurignac veertig leerlooierijen.

## Geografie
De oppervlakte van Aurignac bedroeg op 1 januari 2022 17,95 vierkante kilometer; de bevolkingsdichtheid was toen 69,1 inwoners per km².
De rots waarop het dorp is gebouwd is 404 meter hoog.

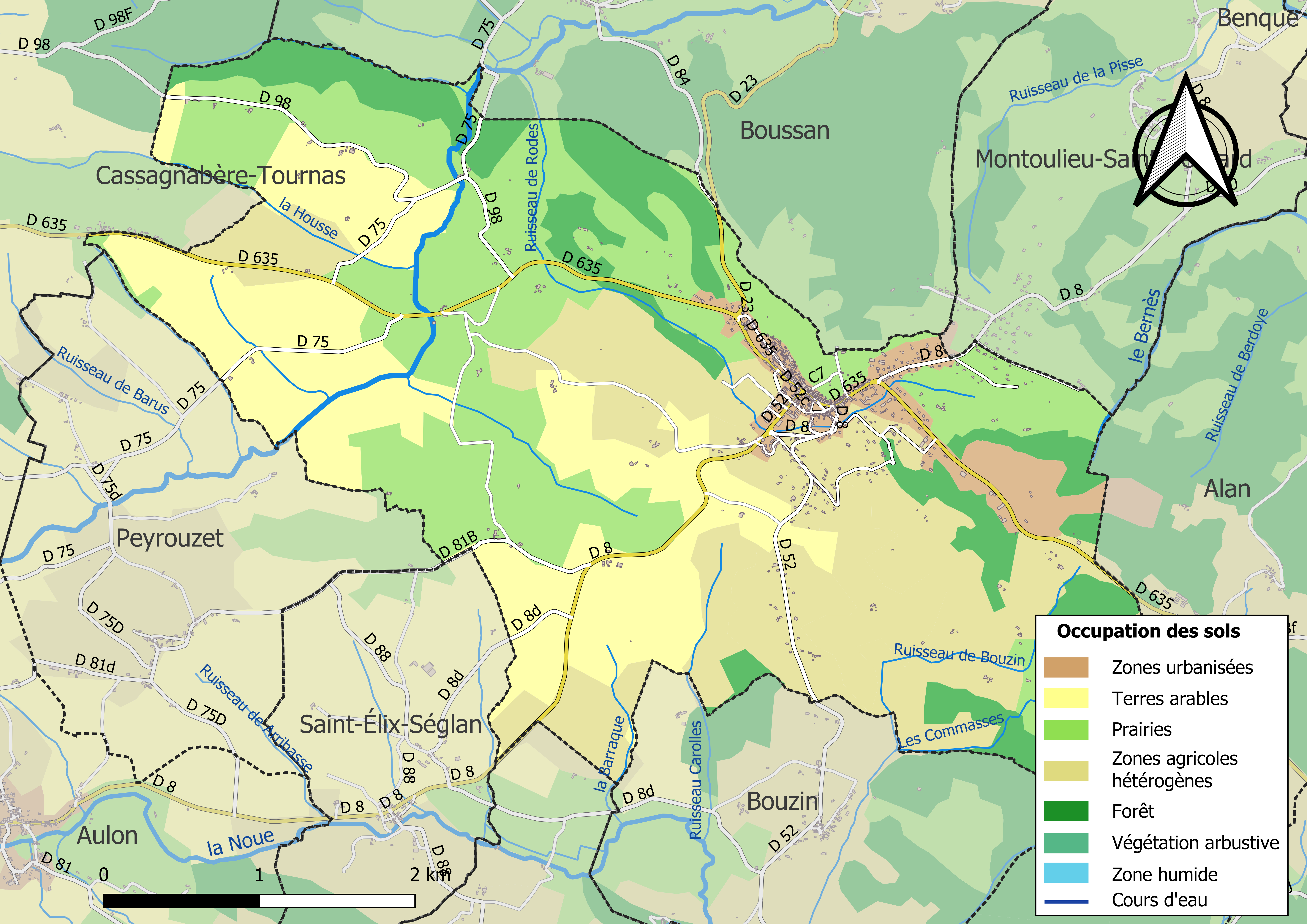
Kaart van de gemeente met belangrijkste infrastructuur, bodemgebruik en omliggende gemeenten

## Demografie
Onderstaande figuur toont het verloop van het inwonertal (bron: INSEE-tellingen).

## Geboren in
- François d'Orcival (1942), journalist en schrijver